# Bevera (affluente del Lambro)
Il Bevera è un torrente della Brianza, che scorre nelle province di Lecco e Como.
Nasce dal Colle di San Genesio, nel comune di Colle Brianza, e scorre in direzione est-ovest confluendo da sinistra nel Lambro presso Baggero, frazione di Merone. Attraversa i comuni di Colle Brianza, Santa Maria Hoè, Rovagnate, Castello di Brianza, Barzago, Garbagnate Monastero, Sirone, Molteno, Bosisio Parini, Rogeno, Bulciago, Costa Masnaga, Merone, Nibionno
A Molteno raccoglie le acque del principale affluente, il Gandaloglio, che nasce in due rami distinti nel comune Galbiate presso le località di Figina e Toscio ed attraversa successivamente i comuni di Ello, Dolzago ed Oggiono. Il suo bacino idrografico si estende per circa 42 km².
L'esondazione del torrente Bevera e del Lambro è stata causata da un'alluvione in Brianza nel novembre 2002.